# Liste der Stolpersteine in Neder-Betuwe

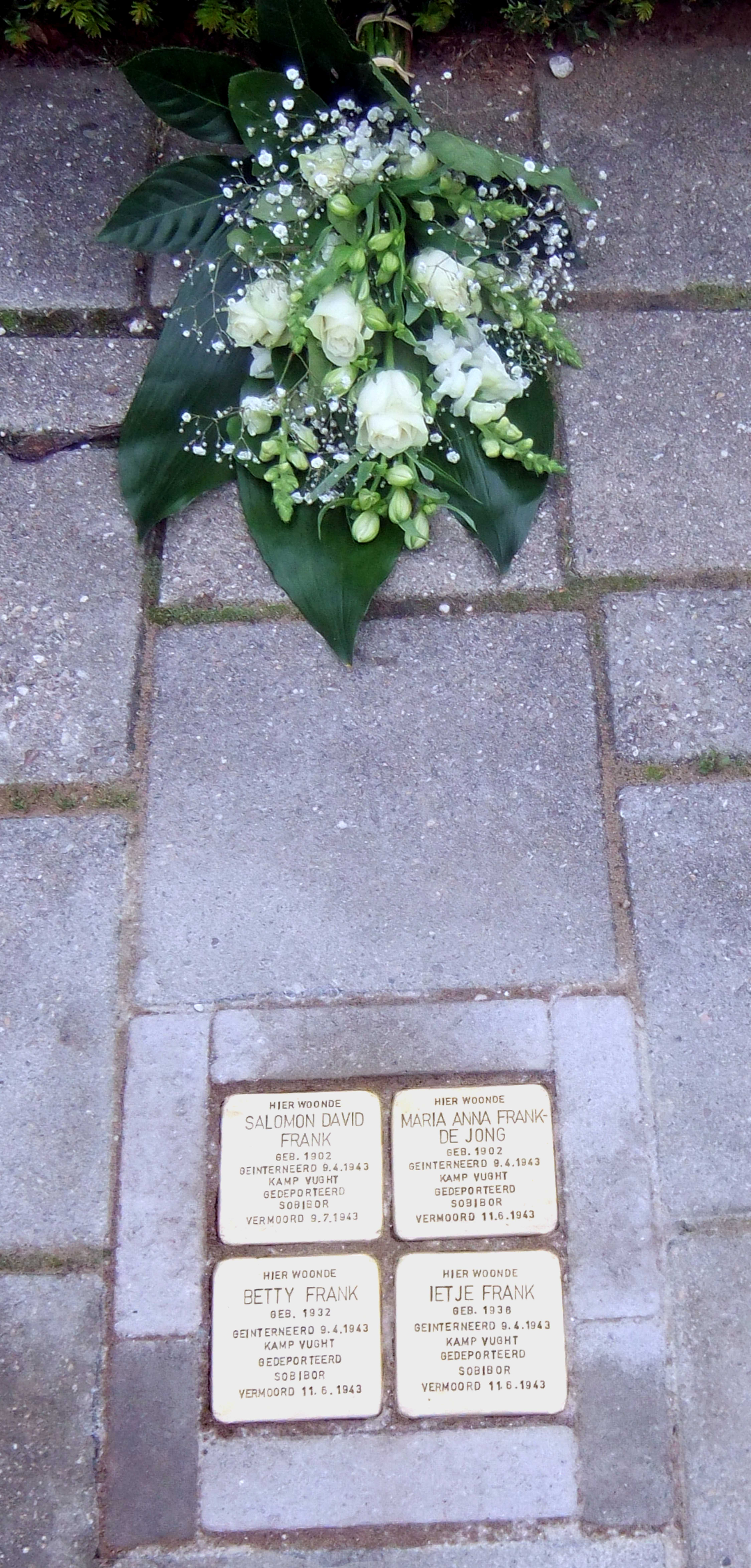
Stolpersteine für Familie Frank

Die Liste der Stolpersteine in Neder-Betuwe umfasst die Stolpersteine, die vom deutschen Künstler Gunter Demnig in Neder-Betuwe verlegt wurden, einer Gemeinde im Süden der niederländischen Provinz Gelderland. Stolpersteine sind Opfern des Nationalsozialismus gewidmet, all jenen, die vom NS-Regime drangsaliert, deportiert, ermordet, in die Emigration oder in den Suizid getrieben wurden. Demnig verlegt für jedes Opfer einen eigenen Stein, im Regelfall vor dem letzten selbst gewählten Wohnsitz.
Die ersten, bislang einzigen Verlegungen in dieser Gemeinde fanden am 26. Juli 2011 in Ochten statt.

## Zerstörungen in der Betuwe
Der Holocaust in den Niederlanden, gezielt vom NS-Regime in allen besetzten Gebieten vorangetrieben, fand auch in Ochten seine Opfer. Zusätzlich war die Zivilbevölkerung massiv betroffen, wurden Dörfer und ganze Landstriche im Zuge der Operation Storch zerstört. Am Nachmittag des 2. Dezember 1944 sprengten die NS-Besatzungstruppen den Drielsedijk, am Abend auch den Griftdijk (südlich von Elden). Die Sprengungen mittels Dynamit führten zu Deichbrüchen, das kalte Außenwasser vom Niederrhein strömte mit großer Wucht in die Betuwe. Die Flut erreichte relativ schnell den Liniedijk in der Unteren Betuwe. Der Wasserdruck brachte am 6. Dezember 1944 auch den Liniedijk zum Einsturz. Dies war von den deutschen Besatzern nicht beabsichtigt, denn die Flut schwächte auch eigene Stellungen erheblich. Die Reparaturen der Deiche dauerte Jahre, die Behebung der Schäden in den zerstörten Dörfern Jahrzehnte.
Das Ziel der Zerstörungsakte war, den Vormarsch der Alliierten zu verzögern. Es wurde nicht erreicht.

## Verlegte Stolpersteine
Bislang wurden in Ochten vier Stolpersteine an einer Anschrift verlegt. (Stand Oktober 2021)
| Stolperstein | Übersetzung | Verlegort               | Name, Leben                          |
| ------------ | --- | ----------------------- | ------------------------------------ |
|              | HIER WOHNTE BETTY FRANK GEB. 1932 INTERNIERT 9.3.1943 LAGER VUGHT DEPORTIERT SOBIBOR ERMORDET 11.6.1943               | Ochten, Ambachtstraat 7 | Betty Ida Frank (1932–1943)          |
|              | HIER WOHNTE IETJE FRANK GEB. 1936 INTERNIERT 9.3.1943 LAGER VUGHT DEPORTIERT SOBIBOR ERMORDET 11.6.1943               | Ochten, Ambachtstraat 7 | Ietje Frank (1936–1943)              |
|              | HIER WOHNTE MARIA ANNA FRANK- DE JONG GEB. 1902 INTERNIERT 9.3.1943 LAGER VUGHT DEPORTIERT SOBIBOR ERMORDET 11.6.1943 | Ochten, Ambachtstraat 7 | Maria Anna Frank-de Jong (1902–1943) |
|              | HIER WOHNTE SALOMON DAVID FRANK GEB. 1902 INTERNIERT 9.3.1943 LAGER VUGHT DEPORTIERT SOBIBOR ERMORDET 9.7.1943        | Ochten, Ambachtstraat 7 | Salomon David Frank (1902–1943)      |

## Verlegedatum
- 26. Juli 2011, verlegt vom Künstler persönlich